# پایین‌سرست
پایین سرست، روستایی است از توابع بخش گتاب شهرستان بابل در استان مازندران ایران.
پایین سرست'  از شمال به شهر بابل، از جنوب به بخش گتاب، 
ازشرق به روستاي چاري وگنج افروز و از غرب به بخش بندپی غربی مشرف است.

## جمعیت
این روستا در دهستان گتاب شمالی قرار دارد و براساس سرشماری مرکز آمار ایران در سال ۱۳۸۵، جمعیت آن ۳۶۶ نفر (۸۷خانوار) بوده‌است.